# Bistum Syrmien
Das heutige Bistum Syrmien (serb. Sremska biskupija, kroat. Srijemska biskupija, lat. Dioecesis Sirmiensis) ist ein Bistum der römisch-katholischen Kirche in Serbien, gehört aber, gemäß päpstlichem Dekret, der katholischen Kirchenprovinz Đakovo-Osijek aus Kroatien. Es umschreibt einen kleinen Teil des altkirchlichen Bistums Syrmien, das sich ursprünglich über die Provinz Vojvodina und Ostslawonien erstreckte.

## Geschichte
Das Bistum Syrmien wurde bereits im 4. Jahrhundert nach Christus errichtet. Berühmte Märtyrer Syrmiens sind die Hl. Anastasia und der Hl. Serenus sowie der Hl. Irenäus von Syrmien. Auch der Hl. Ambrosius von Mailand lebte vor seiner Bekehrung als römischer Beamter in Syrmien.
Nach schweren Verwüstungen durch die Awaren und Hunnen und nach dem Tod des Bischofs Method von Saloniki im Jahre 885 erlosch es vollständig. Im Jahre 1231 wurde es neu gegründet. Auf Initiative von Papst Clemens XIV. wurde das Bistum 1773 mit dem historischen Bistum Bosnien (Bistum Vrhbosna) vereinigt. Der Bischofsstuhl (die Kathedra) wurde nach Đakovo verlegt und bestand als Bistum Bosna (Đakovo) et Srijem  bis 1963. Von 1963 bis 2008 nannte sich das Bistum Bosna (Đakovo) i Srijem. Papst Benedikt XVI. erhob 2008 Bosna (Djakovo) zum Metropolitansitz mit der Bezeichnung Erzbistum Đakovo-Osijek und zum Mittelpunkt einer vierten kroatischen Kirchenprovinz.
Am 18. Juni 2008 wurde das Bistum Syrmien durch Papst Benedikt XVI. neu geschaffen. Gemäß päpstlichem Dekret ist es Suffraganbistum in der Kirchenprovinz Đakovo-Osijek. Der Bischof von Syrmien ist, da sein Territorium vollständig in Serbien liegt, Mitglied der internationalen Bischofskonferenz der Heiligen Kyrill und Method mit Sitz in Belgrad. Das Bistum hat 29 Pfarreien, in denen die römisch-katholischen Christen pastoral durch 19 Pfarrer betreut werden.

## Weblinks

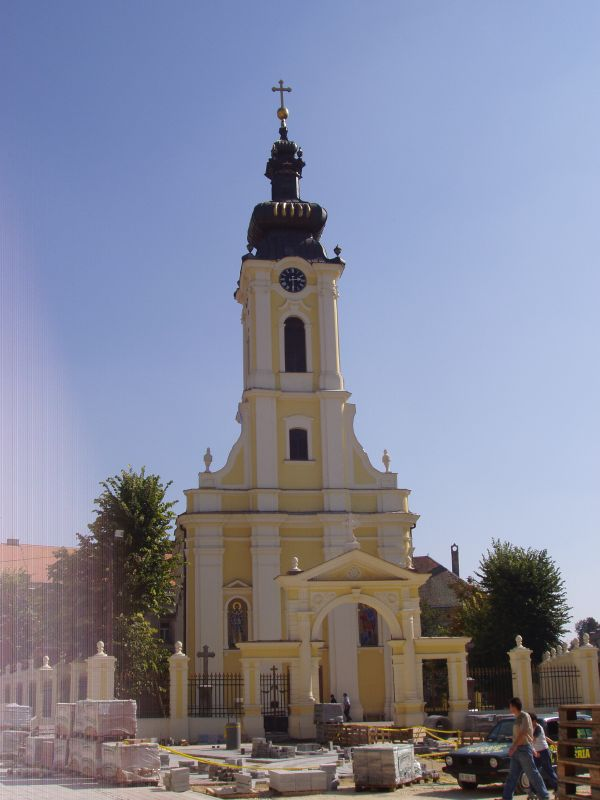
Kathedralbasilika St. Demetrius, in Sremska Mitrovica